# 埃雷芒斯

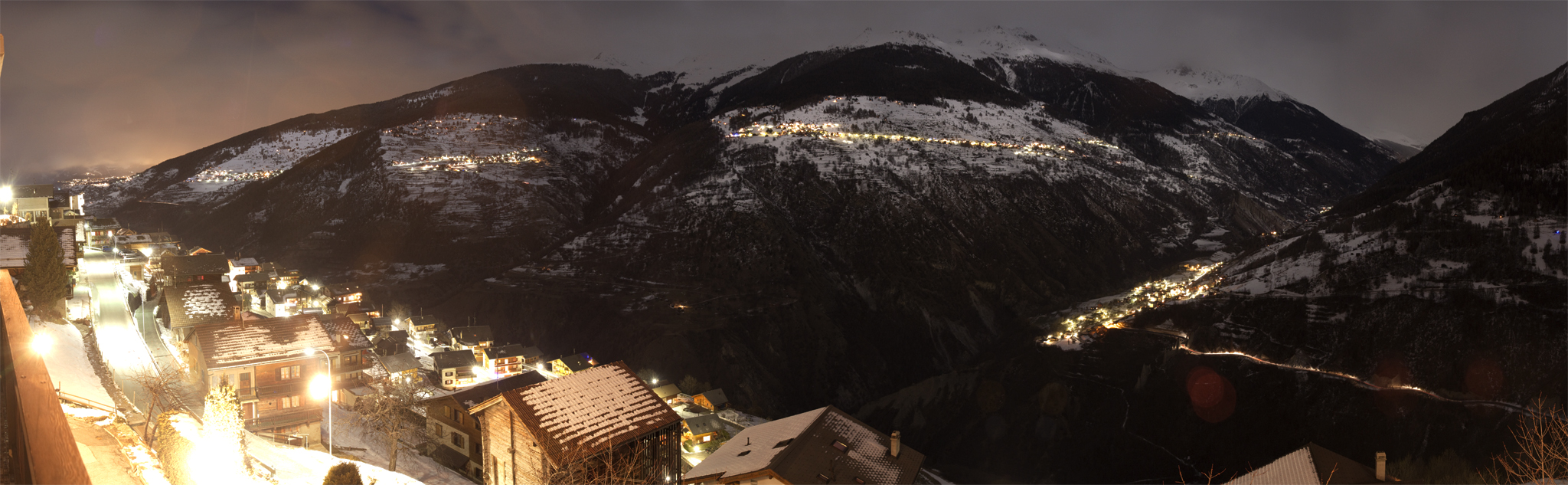

埃雷芒斯是瑞士的城鎮，位於該國南部，由瓦萊州負責管轄，面積107.53平方公里，海拔高度1,237米，2011年人口1,391，九成半人口信奉羅馬天主教，人口密度每平方公里13人。

## 外部連結
- Official website（页面存档备份，存于） （法文）